# 소금강
소금강(小金剛)은 대한민국 강원특별자치도 강릉시 연곡면, 오대산 국립공원에 있는 계곡이다. 1970년 11월 18일 대한민국 명승 제1호로 지정되었으며, 지리적으로 오대산의 동쪽 기슭에 자리 잡고 있다.

## 현지 안내문
강원특별자치도 오대산에 있으며 오랜 시간에 걸쳐 산이 깎이고 계곡이 깊어지며 만들어진 경치가 아름답다. 원래 이름은 청학산이었는데, 율곡 이이선생이 이 곳의 경치가 금강산을 닮아 작은 금강산이라는 뜻의 소금강으로 불렀다고 한다. 이곳에는 1,000년 전 신라 마의태자가 생활하였다는 아미산성을 비롯하여 구룡연못, 비봉폭포, 무릉계, 백마봉, 옥류동, 식당암, 만물상, 선녀탕 등이 그림처럼 자리잡고 있다. 소나무, 굴참나무, 자작나무, 철쭉나무를 포함한 129종의 다양한 식물이 자생하며, 특히 다른 곳에서는 보기 드문 좀고사리가 자생하고 있다. 또한, 산양, 사향노루, 반달곰을 비롯한 멸종위기 동물들도 살고 있으며 까막딱다구리도 찾아볼 수 있다.
소금강 지역은 행정 구역상 명주군 연곡면에 속하며 오대산 국립공원 전체면적의 4분의 1에 해당하는 74평방킬로미터이다. 주봉인 해발 1,407.1미터의 황병산을 중심으로 동쪽으로는 매봉(1,173.4미터)과 천마봉에, 서쪽으로는 노인봉(1,338.1미터)과 백마봉(1,094.1미터)에 둘러싸여 북동쪽을 향하여 ㄷ자 형상으로 이루어진 계곡이다.

## 지명 유래
옛날부터 맑은 폭포와 수려한 기암괴석, 빼어난 풍광을 자랑해 그 모습이 마치 작은 금강산 같다고 하여 소금강이라는 이름이 붙었다. 또한 학이 날개를 편 듯한 형상이라 하여 청학산이라고도 불린다.

## 참고 문헌
- 이 문서에는 다음커뮤니케이션(현 카카오)에서 GFDL 또는 CC-SA 라이선스로 배포한 글로벌 세계대백과사전의 "《명주청학동소금강》" 항목을 기초로 작성된 글이 포함되어 있습니다.

## 참고 자료
- 명주 청학동 소금강 - 국가유산청 국가유산포털